# Emil Belluš
Emil Belluš (19. září 1899, Slovenská Ľupča – 14. prosince 1979, Bratislava) byl slovenský architekt, představitel funkcionalismu.
V roce 1965 byl jmenován národním umělcem. V Praze 13 je po něm pojmenována ulice – Bellušova.

## Dílo
- 1924 – Národní dům, Banská Bystrica
- 1930 – budova Slovenského veslařského klubu, Bratislava
- 1932 – Kolonádový most, Piešťany
- 1935 – Poštovní a telegrafní úřad (dnes hlavní pošta), Piešťany
- 1936 – automatický mlýn NUPOD, Trnava
- 1934–1937 – družstevní domy na náměstí SNP, Bratislava
- 1936–1938 – budova Národní banky na Štúrově ulici (dnes Generální prokuratura), Bratislava
- 1946 – vodojem (s K. Havelkou), Trnava
- 1948 – Nová radnice, Bratislava
- 1948 – hotel Devín (s E. Kramplem a V. Uhliarikem), Bratislava
- 1954 – studentský domov Mladá garda, Bratislava